# Воля (1911 – 1920)
Вижте пояснителната страница за други значения на Воля.
„Воля“ е български всекидневен вестник, излизал в София от 1911 до 1920 година.

## История
Вестникът е основан от Симеон Радев, а главен редактор му е Трифон Кунев. Политически редактор за няколко броя е Христо Статев, а след него Матей Геров. Във вестника пишат Димо Кьорчев, Кирил Христов, Никола Генадиев. Репортер във вестника е писателят Симеон Андреев, а шеф на репортажа е Емил Козак Чермак.
Вестникът е на националистически позиции на практика е орган на крилото на Никола Генадиев в Народнолибералната партия. Спира при обявяването на мобилизацията за Балканската война.
След възстановяването си на 1 януари 1914 година Радев, който е пълномощен министър в Букурещ, е заместен на директорското място от Кунев. Вестникът води просъглашенска политика. Вестникът спира на 10 октомври 1915 година, когато България се намесва на страната на Централните сили в Първата световна война.
Подновен е на 23 ноември 1918 година, от 1 януари 1919 година започва да излиза 2 пъти в седмицата, като негови редактори са Никола Генадиев и Павел Генадиев. През март 1919 вестникът е оглавен от Петър Карчев. В редакционния комитет участва и Йордан Венедиков. Печата се в печатница „Балкан“ на Михаил Шумналиев.